# Calyptraea spirala
Calyptraea spirala is een slakkensoort uit de familie van de Calyptraeidae. De wetenschappelijke naam van de soort is voor het eerst geldig gepubliceerd in 1852 door Forbes.